# Наумовка (Костанайская область)
Наумовка (каз. Наумовка) — упразднённое село в Денисовском районе Костанайской области Казахстана. Ликвидировано в 2009 году. Входило в состав Тобольского сельского округа.

## Население
В 1999 году население села составляло 192 человека (95 мужчин и 97 женщин).